# تنويط سني
يستخدم متخصصو طب الأسنان، كتابةً أو كلامًا، العديد من أنظمة التنويط (أو التدوين) السني المختلفة لربط المعلومات بسن معين. الأنظمة الثلاثة الأكثر شيوعًا هي تدوين الاتحاد العالمي لطب الأسنان (ISO 3950)، ونظام الترقيم العالمي، وتنويط بالمر. يُستخدم تنويط الاتحاد العالمي لطب الأسنان في جميع أنحاء العالم، ويُستخدم نظام الترقيم العالمي على نطاق واسع في الولايات المتحدة. يمكن تفسير تنويط الاتحاد العالمي لطب الأسنان بسهولة مع الرسوم البيانية المحوسبة.
يستخدم علماء مستحاثات البشر نظام تنويط آخر.

## تاريخيًا
أوصت اللجنة التابعة للجمعية الأمريكية لطب الأسنان (ADA) باستخدام طريقة تنويط بالمر في عام 1947.
نظرًا لأن طريقة تنويط بالمر تتطلب استخدام الرموز، كان استخدامها صعبًا على لوحات المفاتيح. ونتيجة لذلك، دعمت الجمعية رسميًا النظام العالمي في عام 1968. وتستخدم منظمة الصحة العالمية والاتحاد الدولي للأسنان رسميًا نظام الترقيم المكون من رقمين لنظام تنويط الاتحاد العالمي لطب الأسنان.
ومع ذلك، في عام 1996، اعتمدت اللجنة التابعة للجمعية الأمريكية لطب الأسنان نظام تنويط الاتحاد العالمي لطب الأسنان كبديل للنظام العالمي.

## تنويط الاتحاد العالمي لطب الأسنان (ISO)
يستخدم متخصصو طب الأسنان تنويط الاتحاد العالمي لطب الأسنان على نطاق واسع على المستوى الدولي لتحديد ووصف سن معين.
يستخدم هذا التنويط نظام ترقيم مكون من رقمين، إذ يمثل الرقم الأول ربعية السن ويمثل الرقم الثاني ترقيم السن من الخط الأوسط للوجه. بالنسبة للأسنان الدائمة، تبدأ أسنان المريض اليمنى العلوية بالرقم «1»، والأسنان العلوية اليسرى تبدأ بالرقم «2»، واليسرى السفلية بالرقم «3»، والأسنان السفلية اليمنى بالرقم «4». بالنسبة للأسنان الأولية، يكون تسلسل الأرقام بالمثل 5 و6 و7 و8 للأسنان الموجودة في أعلى اليمين وأعلى اليسار وأسفل اليسار وأسفل اليمين على التوالي. عند الحديث عن سن معين مثل القاطعة المركزية العلوية الدائمة، يُنطَق الرمز «واحد، واحد».
يجب الانتباه من الخلط بين الأسنان المكتوبة مثل 11، 12، 13، 14، 15، 16، 17، 18 بين النظامين العالمي ونظام تنويط الاتحاد العالمي لطب الأسنان.
فمثلًا: الاحتفاظ بالضرس الأساسي في الفك الأيمن السفلي السليم والمنتظم، الموضع 5، يُشار إليه على النحو التالي: 41، 42، 43، 44، 85، 46، 47، 48.

## تنويط بالمر
تنويط بالمر هو نظام يستخدمه أطباء الأسنان لربط المعلومات بسن معين. كان يُطلق عليه في الأصل اسم «نظام زيغمويندي» نسبة إلى طبيب الأسنان المجري أدولف زيغمويندي الذي طور الفكرة في عام 1861.
وضع أرقام الأسنان الدائمة (للبالغين) من 1 إلى 8، وصوّر أسنان الأطفال الأولية (وتسمى أيضًا الأسنان اللبنية أو الطفلية) على شكل شبكة رباعية باستخدام الأرقام الرومانية I، II، III، IV، V لترقيم الأسنان من خط الوسط البعيد. غيّر بالمر ذلك لاحقًا إلى A، B، C، D، E.
يتكون تنويط بالمر من رمز (┘└ ┐┌) الذي يشير إلى ربعية السن ورقم يشير إلى الموضع من خط الوسط. تُرقّم أسنان البالغين من 1 إلى 8، مع الإشارة إلى الأسنان الأولية بالحرف من A إلى E. وبذلك سيكون للقاطعة المركزية العلوية اليمنى واليسرى نفس الرقم، «1»، ولكن سيكون للأسنان اليمنى الرمز «┘»، تحته، في حين سيكون لليسرى الرمز «└».
على الرغم من أنه من المفترض أن يحل تنويط الاتحاد العالمي لطب الأسنان محل تنويط بالمر، لكن لا يزال هذا التنويط الطريقة المفضلة المستخدمة من قبل طلاب وممارسي طب الأسنان في المملكة المتحدة.